# Vereinigte Böhmerwald-Lokalbahnen

Das Streckennetz der Vereinigten Böhmerwald-Lokalbahnen

Die Vereinigten Böhmerwald-Lokalbahnen (tschech.: Sdružené pošumavské místní dráhy) war ein Eisenbahnunternehmen im heutigen Tschechien, dessen Bahngebiet sich im südlichen Böhmerwald befand. Die Vereinigten Böhmerwald-Lokalbahnen entstanden 1908 infolge einer Fusion der vormals eigenständigen Gesellschaften Lokalbahn Strakonitz–Winterberg und Lokalbahn Wodňan–Prachatitz. Der Sitz der Gesellschaft war in Wien.

## Geschichte

### Vorgeschichte
Erste Projekte für eine Eisenbahn im südlichen Böhmerwald stammten schon aus den 1870er Jahren. In jener Zeit wurde eine Eisenbahn von Liebenau in Nordböhmen bis zur Reichsgrenze bei Kuschwarda und weiter nach Passau projektiert. Im Jahre 1873 wurde diese Strecke in einem Staatsvertrag mit Bayern festgeschrieben. Infolge der Wirtschaftskrise von 1873 wurde diese Linie letztlich nicht realisiert. Lediglich die Teilstrecke Rakonitz–Protivin wurde in den Jahren 1875/76 auf Staatskosten errichtet.
In den Folgejahren versuchte der österreichische Staat diese als nötig erachtete Strecke mittels privaten Kapitals doch noch zu realisieren. Allerdings gelang es auch weiterhin nicht, einen Investor für die Gesamtstrecke einzuwerben. Daraufhin wurden einzelne Streckenabschnitte des Projektes als staatlich garantierte Lokalbahnen konzessioniert. Damit waren nun erhebliche Einsparungen beim Bau und Betrieb der Einzelstrecken möglich, sodass sich nun für fast alle Teilstrecken Investoren fanden. In dem Zusammenhang wurden am 8. Jänner 1892 für die Strecken Strakonitz–Winterberg und Wodňan–Prachatitz umfassende Vergünstigungen per Gesetz für den Bau und Betrieb gewährt. Neben einer staatlich garantierten Verzinsung des Anlagekapitals von vier Prozent wurde insbesondere auch eine finanzielle Beteiligung des Königreiches Böhmen in Aussicht gestellt.

### Lokalbahn Strakonitz–Winterberg

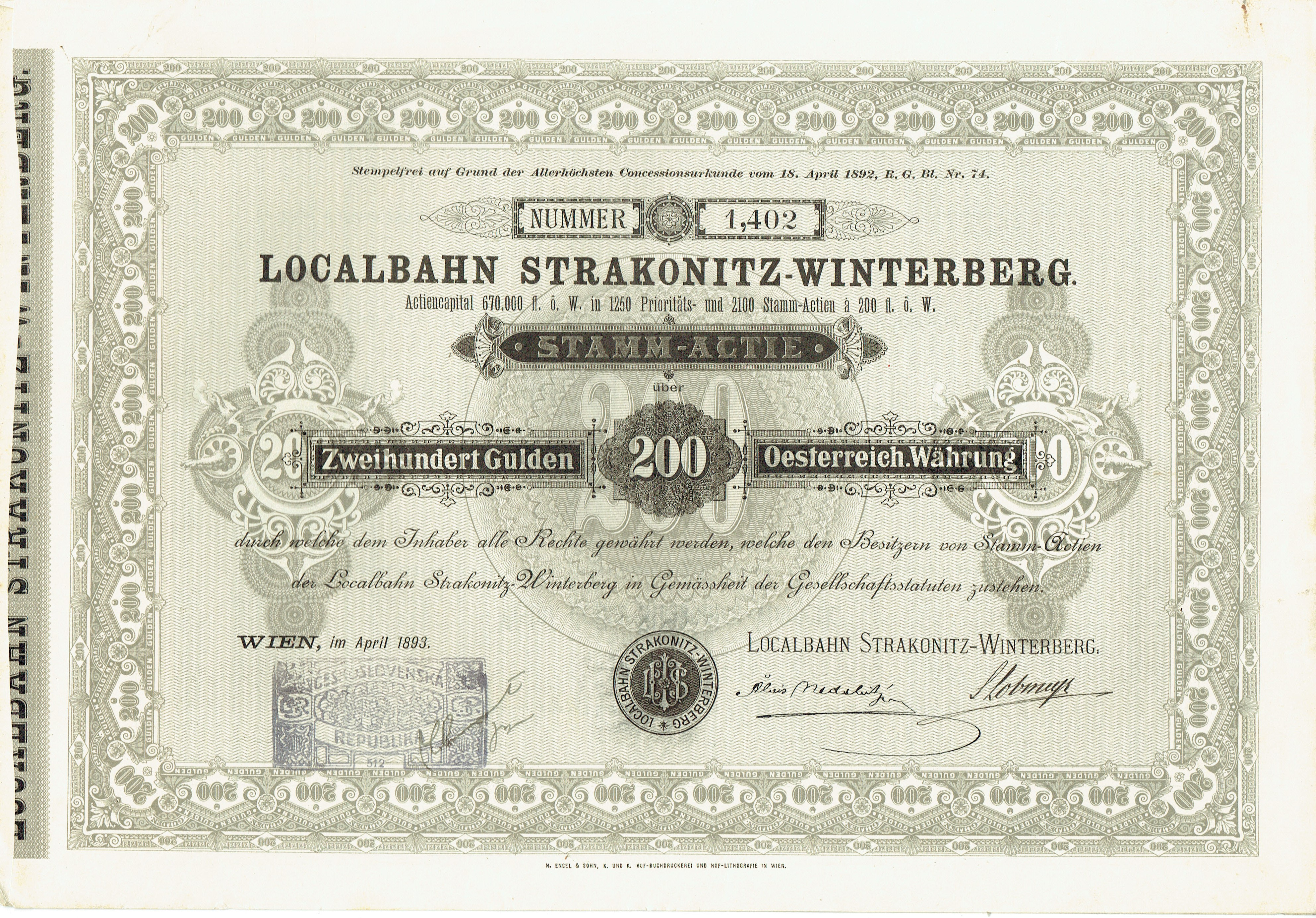
Aktie über 200 Gulden der Localbahn Strakonitz-Winterberg vom April 1893

Am 18. April 1892 wurde dem „fürstlich Schwarzenberg'schen Domänenvorstand Alois Nedobity in Winterberg im Vereine mit dem Fabrikanten Karl Ritter Kralik von Mayrswalden und dem Realitätenbesitzer Franz Mayer...das Recht zum Baue und Betriebe einer als normalspurige Localbahn auszuführenden Locomotiveisenbahn von der Station Strakonitz der Kaiser Franz Joseph Bahn nach Winterberg“ erteilt. Teil der Konzession war die Bedingung, den Bau der Strecke sofort zu beginnen und binnen eineinhalb Jahren fertigzustellen.  Am 15. Oktober 1893 wurde die Strecke eröffnet. Den Betrieb führten die k.k. österreichischen Staatsbahnen (kkStB) im Auftrag der Lokalbahn Strakonitz–Winterberg aus.
Am 22. Mai 1898 erhielt die Lokalbahn Strakonitz–Winterberg schließlich auch die Konzession für die Fortführung der Strecke über Eleonorenhain bis Wallern. Am 6. November 1899 (Eleonorenhain–Wallern) bzw. 9. Juli 1900 (Winterberg–Eleonorenhain) wurde die Strecke eröffnet.

### Lokalbahn Wodňan–Prachatitz
Zeitgleich mit der Lokalbahn Strakonitz–Winterberg war auch die Lokalbahn Wodňan–Prachatitz vom österreichischen Staat am 18. April 1892 konzessioniert worden. Auch hier war die Bedingung gestellt worden, den Bau der Strecke sofort zu beginnen und binnen eineinhalb Jahren fertigzustellen. Am 15. Oktober 1893 wurde die Strecke eröffnet. Den Betrieb führten die kkStB im Auftrag der Lokalbahn Wodňan–Prachatitz aus.
Am 22. Mai 1898 erhielt die Lokalbahn Wodňan–Prachatitz schließlich auch die Konzession für die Fortführung der Strecke bis Wallern. Am 16. Oktober 1899 ging die Strecke in Betrieb.

### Vereinigte Böhmerwald-Lokalbahnen
Im Jahr 1908 fusionierte die Lokalbahn Strakonitz–Winterberg mit der benachbarten Lokalbahn Wodňan–Prachatitz. Fortan firmierte die Gesellschaft als Vereinigte Böhmerwald-Lokalbahnen. Mit dem Reichsgesetz Nr. 36/1908 vom 22. Februar 1908 wurde die Übertragung der erteilten Streckenkonzessionen auf die neue Gesellschaft geregelt und gleichzeitig die Fortführung der Strecken über Schwarzes Kreuz nach Salnau und zur Landesgrenze bei Neuthal konzessioniert. Vorgesehen war eine Bauzeit von zwei Jahren, eröffnet wurden die neuen Strecken am 12. Juni 1910. Den Betrieb führte die kkStB, nach dem Ersten Weltkrieg ab 1918 die neu gegründeten Tschechoslowakischen Staatsbahnen (ČSD).
Zum 1. Januar 1925 wurden die Vereinigten Böhmerwald-Lokalbahnen per Gesetz verstaatlicht. Die Strecke wurde ins Netz der ČSD integriert.

## Die Strecken
- Bahnstrecke Strakonice–Volary
  - 15. Oktober 1893: Strakonitz–Winterberg (Strakonice–Vimperk)
  - 9. Juli 1900: Winterberg–Eleonorenhain (Vimperk–Lenora)
  - 6. November 1899: Eleonorenhain–Wallern (Lenora–Volary)

- Bahnstrecke Číčenice–Haidmühle:
  - 15. Oktober 1893: Wodňan–Prachatitz (Číčenice–Prachatice)
  - 16. Oktober 1899: Prachatitz–Wallern (Prachatice–Volary)
  - 12. Juni 1910: Wallern–Haidmühle (Volary–Haidmühle)

- Bahnstrecke Nová Pec–Černý Kříž:
  - 12. Juni 1910: Salnau–Schwarzes Kreuz (Nová Pec–Černý Kříž)

Mit Ausnahme des 1951 aufgelassenen grenzüberschreitenden Abschnittes Nové Údolí–Haidmühle bestehen die Strecken noch. (Stand 2009)

## Lokomotiven
Auf Rechnung der Lokalbahn Wodňan–Prachatitz beschaffte die betriebsführende kkStB insgesamt zwei Lokomotiven der kkStB-Reihe 178 und vier der kkStB-Reihe 97. Die Lokomotiven besaßen die Betriebsnummern 178.75 und 178.88 bzw. 97.62–64, 97.174–175.
Auf Rechnung der Lokalbahn Strakonitz–Winterberg beschaffte die betriebsführende kkStB insgesamt vier Lokomotiven der kkStB-Reihe 97. Die Lokomotiven besaßen die Betriebsnummern 97.66–68 und 176–178.